# FashionTV
FashionTV of FTV is een Franse televisiezender die 24 uur per dag gericht op mode en modellen. Het kanaal is wereldwijd te ontvangen via de satelliet, maar het kan ook live op internet bekeken worden. Het kanaal is in 1997 begonnen en was lange tijd de enige in zijn soort.
De hele dag kan er naar korte impressies gekeken worden van modeshows uit de gehele wereld, maar ook naar modellen en fotografen in een fotosessie.